# 島村城
島村城（しまむらじょう）または田中城（たなかじょう）は、佐賀県唐津市北波多田中字島にあった日本の城（平山城）。上松浦党の一族・波多氏の城。

## 概要
唐津市の徳須恵盆地内の「葛原神社」が鎮座する独立小丘陵に位置する。付近の徳須恵川や田中川を外堀として利用した。
城跡の遺構は判然としないが、葛原神社とその周辺が「島遺跡」として、島村城跡を内包する埋蔵文化財包蔵地（唐津市No.1079）に設定されている。
波多氏が岸岳城の支城として築き、波多親の代には家臣・松尾右京之助が守備にあたっていた。天正18年（1590年）に山城禁止令が出ると波多氏は当城を居城にしている。文禄3年（1594年）に波多氏が追放されると寺沢広高が領主となり、当城に入った。慶長13年（1608年）に唐津城が完成すると広高は唐津城に移り、島村城は廃された。